# Treron aromaticus
Treron aromaticus là một loài chim trong họ Columbidae.